# Ministerio del Interior (Israel)
El Ministerio del Interior (en hebreo: משרד הפנים‎) (transliterado: Misrad HaPnim) (en árabe: وزارة الداخلية‎ ) de Israel es una de las oficinas de gobierno que es responsable del gobierno local, ciudadanía y residencia, documento nacional de identidad, visados de estudiante, y visados de entrada en el país.

## Responsabilidades
- Proporcionar nacionalidad y estatus de residente permanente.
- Emisión de visados de entrada y visados de permanencia en el país.
- Administración de habitantes: inscripción personal
  - Emisión de carnés de identidad israelíes.
  - Registros personales como nacimientos, matrimonios, etc.
- Gobierno local, ayuntamientos y supervisión de concejos locales.
- Elecciones
- Asociaciones
- Supervisión de planificación y construcción.[1]

## Lista de ministros
| #  | Nombre             | Partido                                   | Gobiernos                               | Desde                    | Hasta                    | Notas                                              |
| -- | ------------------ | ----------------------------------------- | --------------------------------------- | ------------------------ | ------------------------ | -------------------------------------------------- |
| 1  | Yitzhak Gruenbaum  | Independiente                             | P                                       | 14 de mayo de 1948       | 10 de marzo de 1949      |                                                    |
| 2  | Haim-Moshe Shapira | Frente Religioso unido, Hapoel HaMizrachi | 1.º, 2.º, 3.º                           | 10 de marzo de 1949      | 24 de diciembre de 1952  |                                                    |
| 3  | Israel Rokah       | Sionistas Generales                       | 4.º, 5.º                                | 24 de diciembre de 1952  | 29 de junio de 1955      |                                                    |
| –  | Haim-Moshe Shapira | Hapoel HaMizrachi                         | 6.º                                     | 29 de junio de 1955      | 3 de noviembre de 1955   |                                                    |
| 4  | Israel Bar-Yehuda  | Ajdut HaAvodá - Poalei Tzion              | 7.º, 8.º                                | 3 de noviembre de 1955   | 17 de diciembre de 1959  |                                                    |
| –  | Haim-Moshe Shapira | Mafdal                                    | 9.º, 10.º, 11.º, 12.º, 13.º, 14.º, 15.º | 17 de diciembre de 1959  | 16 de julio de 1970      |                                                    |
| 5  | Golda Meir         | Alineación                                | 15.º                                    | 16 de julio de 1970      | 1 de septiembre de 1970  | Como Primer Ministro.                              |
| 6  | Yosef Burg         | Mafdal                                    | 15.º, 16.º                              | 1 de septiembre de 1970  | 3 de junio de 1974       |                                                    |
| 7  | Shlomo Hillel      | Alineamiento                              | 17.º                                    | 3 de junio de 1974       | 29 de octubre de 1974    |                                                    |
| –  | Yosef Burg         | Mafdal                                    | 17.º                                    | 29 de octubre de 1974    | 22 de diciembre de 1976  |                                                    |
| –  | Shlomo Hillel      | Alineamiento                              | 17.º                                    | 16 de enero de 1977      | 20 de junio de 1977      |                                                    |
| –  | Yosef Burg         | Mafdal                                    | 18.º, 19.º, 20.º                        | 20 de junio de 1977      | 13 de septiembre de 1984 |                                                    |
| 8  | Shimon Peres       | Alineamiento                              | 21.º                                    | 13 de septiembre de 1984 | 24 de diciembre de 1984  | Como Primer Ministro.                              |
| 9  | Yitzhak Peretz     | Shas                                      | 21.º, 22.º                              | 24 de diciembre de 1984  | 6 de enero de 1987       |                                                    |
| 10 | Yitzhak Shamir     | Likud                                     | 22.º                                    | 6 de enero de 1987       | 22 de diciembre de 1988  |                                                    |
| 11 | Aryeh Deri         | Shas                                      | 23.º, 24.º, 25.º                        | 22 de diciembre de 1988  | 11 de mayo de 1993       |                                                    |
| 12 | Isaac Rabin        | Laborista                                 | 25.º                                    | 11 de mayo de 1993       | 7 de junio de 1993       | Como Primer Ministro.                              |
| –  | Aryeh Deri         | Shas                                      | 25.º                                    | 7 de junio de 1993       | 14 de septiembre de 1993 |                                                    |
| –  | Isaac Rabin        | Laborista                                 | 25.º                                    | 14 de septiembre de 1993 | 27 de febrero de 1995    | Como Primer Ministro.                              |
| 13 | Uzi Baram          | Laborista                                 | 25.º                                    | 27 de febrero de 1995    | 7 de junio de 1995       |                                                    |
| 14 | David Libai        | Partido Laborista                         | 25.º                                    | 19 de junio de 1995      | 18 de julio de 1995      |                                                    |
| 15 | Ehud Barak         | Laborista                                 | 25.º                                    | 18 de julio de 1995      | 22 de noviembre de 1995  |                                                    |
| 16 | Haim Ramon         | Laborista                                 | 26.º                                    | 22 de noviembre de 1995  | 18 de junio de 1996      |                                                    |
| 17 | Eli Suissa         | No un MK                                  | 27.º                                    | 18 de junio de 1996      | 6 de julio de 1999       |                                                    |
| 18 | Natan Sharansky    | Yisrael BaAliyah                          | 28.º                                    | 6 de julio de 1999       | 11 de julio de 2000      |                                                    |
| –  | Haim Ramon         | Uno Israel                                | 28.º                                    | 11 de julio de 2000      | 7 de marzo de 2001       |                                                    |
| 19 | Eli Yishai         | Shas                                      | 29.º                                    | 7 de marzo de 2001       | 23 de mayo de 2002       |                                                    |
| 20 | Ariel Sharon       | Likud                                     | 29.º                                    | 23 de mayo de 2002       | 3 de junio de 2002       | Como Primer Ministro.                              |
| –  | Eli Yishai         | Shas                                      | 29                                      | 3 de junio de 2002       | 28 de febrero de 2003    |                                                    |
| 21 | Avraham Poraz      | Shinui                                    | 30.º                                    | 28 de febrero de 2003    | 4 de diciembre de 2004   |                                                    |
| 22 | Ophir Pines-Paz    | Laborista                                 | 30.º                                    | 10 de enero de 2005      | 23 de noviembre de 2005  |                                                    |
| –  | Ariel Sharon       | Kadima                                    | 30.º                                    | 23 de noviembre de 2005  | 4 de mayo de 2006        | Como Primer Ministro.                              |
| 23 | Roni Bar-On        | Kadima                                    | 31.º                                    | 4 de mayo de 2006        | 4 de julio de 2007       |                                                    |
| 24 | Meir Sheetrit      | Kadima                                    | 31.º                                    | 4 de julio de 2007       | 31 de marzo de 2009      |                                                    |
| –  | Eli Yishai         | Shas                                      | 32.º                                    | 31 de marzo de 2009      | 18 de marzo de 2013      |                                                    |
| 25 | Gideon Sa'ar       | Likud                                     | 33.º                                    | 18 de marzo de 2013      | 5 de noviembre de 2014   |                                                    |
| 26 | Gilad Erdan        | Likud                                     | 33.º                                    | 5 de noviembre de 2014   | 14 de mayo de 2015       |                                                    |
| 27 | Silvan Shalom      | Likud                                     | 34.º                                    | 14 de mayo de 2015       | 27 de diciembre de 2015  |                                                    |
| 28 | Benjamin Netanyahu | Likud                                     | 34.º                                    | 27 de diciembre de 2015  | 11 de enero de 2016      | Como Primer Ministro.                              |
| –  | Aryeh Deri         | Shas                                      | 34.º                                    | 11 de enero de 2016      | 13 de junio de 2021      |                                                    |
| 29 | Ayelet Shaked      | Yamina                                    | 36°                                     | 13 de junio de 2021      | 29 de diciembre de 2022  |                                                    |
| –  | Aryeh Deri         | Shas                                      | 37°                                     | 29 de diciembre de 2022  | 24 de enero de 2023      |                                                    |
| 30 | Michael Malchieli  | Shas                                      | 37°                                     | 24 de enero de 2023      | En el cargo              | Como interino después de la renuncia de Aryeh Deri |

### Viceministros
| #  | Nombre                  | Partido                | Gobierno                    | Inicio                  | Final                   |
| -- | ----------------------- | ---------------------- | --------------------------- | ----------------------- | ----------------------- |
| 1  | Shlomo-Yisrael Ben-Meir | Frente Religioso Unido | 9°, 10°, 11°, 12°, 13°, 14° | 28 de diciembre de1959  | 15 de diciembre de 1969 |
| 2  | Yosef Goldschmidt       | Frente Religioso Unido | 15°                         | 22 de diciembre de 1969 | 16 de julio de 1970     |
| –  | Yosef Goldschmidt       | Frente Religioso Unido | 15°                         | 19 de julio de 1970     | 1 de septiembre de 1970 |
| 3  | Rafael Pinhasi          | Shas                   | 23°                         | 15 de enero de 1990     | 11 de junio de1990      |
| 4  | Salah Tarif             | Partido Laborista      | 25°                         | 27 de noviembre de1995  | 18 de junio de 1996     |
| 5  | David Azulai            | Shas                   | 29°                         | 2 de mayo de 2001       | 23 de mayo de 2002      |
| –  | David Azulai            | Shas                   | 29°                         | 3 de junio de 2002      | 28 de febrero de 2003   |
| 6  | Victor Brailovsky       | Shinui                 | 30°                         | 5 de marzo de 2003      | 29 de noviembre de 2004 |
| 7  | Ruhama Avraham          | Kadima                 | 30°                         | 30 de marzo de 2005     | 4 de mayo de 2006       |
| 8  | Yaron Mazuz             | Likud                  | 34°                         | 14 de junio de 2015     | 11 de enero de 2016     |
| 9  | Meshulam Nahari         | Shas                   | 34°                         | 13 de enero de 2016     | 26 de enero de 2020     |
| 10 | Yoav Ben-Tzur           | Shas                   | 35°                         | 25 de mayo de 2020      | 13 de junio de 2021     |